# アーニー・セラテ
アーニー・セラテ（Ernie Zarate、? - 2017年）は1970年代から2010年代に掛けて活動したフィリピンの映画俳優である。
クレジット名義は複数あり、スペル違いで複数のアーニー・セラテ（Ernie Sarate、Arnie Zarate）が確認されている。

## 経歴・人物

### 俳優としての特徴
インターネット・ムービー・データベースに拠ると1971年から2014年の間に映画とTV作品を含めて265作品が確認される。専ら脇役としての活動で、アクション物から喜劇物まで幅広く娯楽映画を主戦場に出演稼業を続けた。尚、その多くが日本では未公開で、『ズーマ/恐怖のバチあたり』（1985年/未/ビデオ）の続編（1987年/未ソフト化）も含まれるが、そのフィルモグラフィの全貌の把握は難しい。『ムスリム・マグナム357.』（1986年/未/ビデオ）（東和より発売済）や香港のダヴィアン・インターナショナルが配給した英語版に改変された『ダーク・ミッション/怒りの銃弾』（1987年/未/ビデオ）（徳間ジャパンより発売済）がVHS化された位なものである。

### 国際舞台への進出
1970年代から既に欧米の撮影隊はフィリピンで活動していたが、フランシス・コッポラ監督のベトナム戦争大作『地獄の黙示録』（1979年）以降、エキストラとして軍隊の動員が可能で、人件費が割安なのも手伝って飛躍的に外国映画のロケ地として使用される様になった。また、ジャンルを問わずにアイドルのプロモーション・ビデオに至るまで幅広く利用された。
セラテは米国資本との合作が多いシリオ・H・サンティアゴ監督作品やイタリアのフェルディナンド・バルディがテッド・カプランの変名で監督したベトナム戦争物『地獄のファイター/炎の脱出』（1985年/未/ビデオ/TV放映）で黄色いスクールバスで敵陣へ特攻する南ベトナム軍の少佐役で印象を残し、バルディ監督の後年の戦争アクション物『バイオレンス・ハンター/黄金の謎』（1988年）にも起用された。他にもオーストラリアとの合作である『ドライビング・フォース/地獄のモンスター・トラック』（1989年）にも端役出演している。尚、その殆どが眼鏡を掛けての登場だった。
1985年のベニグノ・アキノ暗殺事件を題材にしたゲーリー・ビューシー主演のTVミニ・シリーズ『8月の銃弾』（1988年）や1986年のエドゥサ革命（フィリピン二月革命）を題材にしたサミュエル・フラー監督がフランス資本で撮ったジェニファー・ビールズ主演の『デンジャーヒート/地獄の最前線』（1990年/TV映画）にも将軍役で脇役出演した。

### 『ハリマオ』にも起用される
和田勉の劇場映画の監督第一作である『ハリマオ』（1988年）にも脇役出演した。陣内孝則が演じるハリマオこと谷豊がムスリムに帰依する為に割礼を施すモグリの医者役だった。少ない出番だったが、画面をさらった。

## フィルモグラフィ
- 『美女10人大脱走』（1983年/未/ビデオ）（三実から発売済み）シリオ・H・サンティアゴ監督
- 『地獄のファイター/炎の脱出』（1985年/未/ビデオ/TV放映＝北陸放送・1992年）テッド・カプラン（フェルディナンド・バルディ）監督、ダニエル・ステファン、ロマーノ・クリストフ、ベニート・ステファネッリ、ドン・ゴードン・ベル出演
- 『ムスリム・マグナム357.』（1986年/未/ビデオ）（東和から発売済み）
- 『ダーク・ミッション/怒りの銃弾』（1987年/未/ビデオ）（徳間ジャパンから発売済み）ベン・ヤルン監督、ラモン・ボン・レヴィラ・ジュニア出演
- 『8月の銃弾』（1988年/TVミニ・シリーズ）（キング・ビデオ/東北新社から発売済み）ロバート・マーコウィッツ監督、ゲーリー・ビューシー出演
- 『バイオレンス・ハンター/黄金の謎』（1988年）（東芝映像から発売済み）テッド・カプラン（フェルディナンド・バルディ）監督、ピーター・フーテン、マーク・グレゴリー、ロマーノ・クリストフ出演
- 『ハリマオ』（1988年）（松竹から発売済み）和田勉監督、陣内孝則、竹下景子、山崎努出演
- 『ドライビング・フォース/地獄のモンスター・トラック』（1989年）（アポロンから発売済み）A・J・プロウズ（アンドリュウ・プロウズ）監督、サム・ジョーンズ出演
- 『デンジャーヒート/地獄の最前線』（1990年/TV映画）（ハミングバード/ビクター音楽産業から発売済み）サミュエル・フラー監督・出演、ジェニファー・ビールズ、リュック・メランダ、パトリック・ボーショー出演
- 『最後通牒』（1994年/未ソフト化）シリオ・H・サンティアゴ監督
- 『コードネーム・イーグル』（2003年/未/ビデオ）シリオ・H・サンティアゴ監督、ステーシー・キーチ出演